# Linda Kozlowski
Linda Kozlowski (ur. 7 stycznia 1958 w Fairfield, Connecticut) – amerykańska aktorka filmowa i teatralna polskiego pochodzenia.

## Życiorys
Córka polskich emigrantów: Stanleya M. Kozłowskiego i Heleny E. (z domu Parniawskiej). W 1976 roku ukończyła Fairfield's Andrew Warde High School, a w 1981 roku wydział dramatu na Juilliard School. Jej szkolnym kolegą był Val Kilmer.
Zadebiutowała w latach 1981–1982 w teatrze na Broadwayu w przedstawieniu How It All Began. Najbardziej znana z głównej roli żeńskiej w filmach o Krokodylu Dundee. Od 5 maja 1990 żona odtwórcy roli tytułowego bohatera tych filmów, australijskiego aktora Paula Hogana. Mają syna Chance'a. W październiku 2013 złożyła pozew o rozwód z P. Hoganem, uzasadniając go różnicami nie do pogodzenia.

## Filmografia
- 1985: Śmierć komiwojażera (Death of a Salesman) jako Miss Forsythe
- 1986: Krokodyl Dundee (Crocodile Dundee) jako Sue Charlton
- 1988: Favorite Son jako Sally Crain
- 1988: Pass the Ammo jako Claire
- 1988: Krokodyl Dundee II (Crocodile' Dundee II) jako Sue Charlton
- 1990: Prawie jak anioł (Almost an Angel) jako Rose Garner
- 1993: Sąsiad (The Neighbor) jako Mary
- 1994: Zorn jako Emilie Bartlett
- 1994: Prawo ulicy (Backstreet Justice) jako Keri Finnegan
- 1995: Wioska przeklętych (Village of the Damned) jako Jill McGowan
- 1996: Shaughnessy jako Marla
- 2001: Krokodyl Dundee w Los Angeles (Crocodile Dundee in Los Angeles) jako Sue Charlton